# Tequila 3ra. Sección
Tequila 3ra. Sección är en ort i Mexiko.   Den ligger i kommunen Jalapa och delstaten Tabasco, i den sydöstra delen av landet, 700 km öster om huvudstaden Mexico City. Tequila 3ra. Sección ligger 38 meter över havet och antalet invånare är 219.
Terrängen runt Tequila 3ra. Sección är platt. Runt Tequila 3ra. Sección är det ganska tätbefolkat, med 65 invånare per kvadratkilometer. Närmaste större samhälle är Belén, 17,4 km sydost om Tequila 3ra. Sección. Trakten runt Tequila 3ra. Sección består till största delen av jordbruksmark.